# Col du Tracol
De Col du Tracol is een bergpas in het noordoosten van het Centraal Massief. De pas ligt op de grens van de departementen Loire (in het noordoosten) en Haute-Loire (zuidwesten). De D503 loopt van noordoost naar zuidwest over de pas. Het gebied ten zuidwesten van de pas watert via de Dunières en de Lignon af naar de Loire. Het gebied ten noordoosten van de pas, dat tot het departement Loire behoort, watert niet af naar de Loire, maar via de Déôme en de Cance naar de Rhône. Door deze situatie ligt de Col du Tracol op de continentale waterscheiding tussen de Atlantische Oceaan en de Middellandse Zee. Ten zuidoosten van de col ligt de berg le Pyfarat.

## Geschiedenis
De col du Tracol is al eeuwenlang een belangrijke passage tussen de Forez en de Velay. De route werd gebruikt door pelgrims op weg naar Compostella en maakt vandaag deel uit van de zogeheten via Gebennensis. Onder de pas ligt een oude spoorwegtunnel met een lengte van 2300 meter: de "tunnel du Tracol".